# Legendele orașului: Bloody Mary
Legendele orașului: Bloody Mary sau Legenda lui Bloody Mary  (titlu original: Urban Legends: Bloody Mary ) este un film de groază thriller american din 2005 regizat de Mary Lambert. Rolurile principale au fost interpretate de actorii Nancy Everhard, Kate Mara, Robert Vito, Tina Lifford și Ed Marinaro. A avut premiera la 19 iulie 2005, fiind distribuit direct pe video de  Sony Pictures Home Entertainment, fiind al treilea film din seria de filme Urban Legend, după filmul Legendele Orașului din 1998, Urban Legends: Final Cut (Legendele Orașului: Ultima Dublă) din 2000; fiind urmat de  Ghosts of Goldfield din 2007.

## Distribuție
- Kate Mara - Samantha Owens
- Robert Vito - David Owens
- Tina Lifford - Grace Taylor
- Ed Marinaro - Bill Owens
- Michael Gregory Coe - Buck Jacoby
- Lillith Fields - Mary Banner
- Nancy Everhard - Pam Owens
- Audra Lea Keener - Heather Thompson
- Don Shanks - Coach Jacoby
- Jeff Olson - Sheriff Thompson McKenna
- Tamala Jones - Deputy Lorena Foremen
- Nate Heard - Tom Higgins
- Brandon Sacks - Roger Dalton
- Haley Evans - Martha
- Olesya Rulin - Mindy
- Odessa Rae - Natalie
- Haley McCormick - Gina Lotnick
- Rooney Mara - Classroom girl #1

## Vezi și
- Legendă urbană